# Anthomyia spilota
Anthomyia spilota är en tvåvingeart som först beskrevs av Wulp 1883.  Anthomyia spilota ingår i släktet Anthomyia och familjen blomsterflugor. Inga underarter finns listade i Catalogue of Life.